# Алексино (Починковский район)
Алексино — деревня в Починковском районе Смоленской области России. Входит в состав Шаталовского сельского поселения. Население — 37 жителей (2007 год). 
Расположена в центральной части области в 8 км к югу от Починка, в 2 км восточнее автодороги А141 Орёл — Витебск, на берегу реки Свеча. В 2 км северо-восточнее деревни расположена железнодорожная станция Энгельгардтовская на линии Смоленск — Рославль. 

## История
В списке населённых мест Смоленской губернии 1859 года Алексино — деревня Смоленского уезда с 11 дворами и 124 жителями.
По карте РККА 1924,1926 годов 76 дворов.
В годы Великой Отечественной войны деревня была оккупирована гитлеровскими войсками в июле 1941 года, освобождена в сентябре 1943 года.